# 榎本敏郎
榎本 敏郎（えのもと としろう、1965年6月16日 - ）は、日本の映画監督。ピンク七福神の1人である。

## 経歴
1965年、兵庫県に生まれる。獅子プロダクションに入社。佐藤寿保、瀬々敬久らに師事する。1996年、『禁じられた情事 不倫妻大股びらき』で監督デビューを果たす。2013年作品『恋する神さま 古事記入門』は日本最古の歴史書である古事記をモチーフにエロス作品を制作した異色作。2014年、水谷ケイを主演に迎えた映画『農家の嫁 あなたに逢いたくて』が公開される。

## フィルモグラフィー

### 映画
- 禁じられた情事 不倫妻大股びらき（1996年・国映＝新東宝）
- 悶絶大回転 ひと晩に何回でも（1997年・国映＝新東宝）
- 熟女ソープ 突きぬけ発射（1998年・新東宝）
- 喪服姉妹 タップリ濡らして（1999年・新東宝）
- 覗かれた不倫妻 主人の目の前で…（1999年・新東宝）
- おしゃぶり天使 白衣のマスコット（2000年・新東宝）
- 迷走者たちの猥歌（2001年・ENKプロモーション）
- 痴漢電車 さわってビックリ!（2001年・新東宝）
- 人妻出会い系サイト 夫の知らない妻の性癖（2002年・新東宝）
- 姉妹 淫乱な密戯（2006年・国映＝新東宝）
- 悶絶 ほとばしる愛欲（2006年・国映＝新東宝）
- 色情淫婦 こまされた女たち（2008年・国映＝新東宝）
- 青春Hシリーズ（アートポート）
  - 再会（2011年）
  - イヤリング（2012年）
  - 恋する神さま 古事記入門（2013年）
- ラブ&エロスシリーズ（レジェンド・ピクチャーズ）
  - ラブ&エロス第2シーズンWINTER「死んでもいいの 百年恋して」（2012年）
  - ラブストーリーズ「農家の嫁 あなたに逢いたくて」（2014年）

### オリジナルビデオ
- 同級生と寝る人妻（2002年・レジェンド・ピクチャーズ）
- 昼下がりの人妻 妻の言い訳（2002年・レジェンド・ピクチャーズ）
- 人妻同窓会 好きだった人に出逢ったら…（2006年・レジェンド・ピクチャーズ）
- 新・禁断の果実 誘われて…（2007年・レジェンド・ピクチャーズ）
- 女教師は抱かれる 汚された道徳（2008年・レジェンド・ピクチャーズ）
- 愛撫 aibu（2008年・「色情淫婦 こまされた女たち」改題・国映＝新東宝/インターフィルム）
- 禁断の果実 義息子との夜（2009年・レジェンド・ピクチャーズ）
- 平成未亡人下宿 疼きの季節（2010年・レジェンド・ピクチャーズ）
- 若妻家庭教師 ありふれた人妻の性体験告白（2010年・レジェンド・ピクチャーズ）
- 若妻の秘密 夫に言えないピアノレッスン（2010年・レジェンド・ピクチャーズ）
- 友達の母 恋人は息子の友達（2011年・レジェンド・ピクチャーズ）
- 別れる理由 最後のSEX（2011年・レジェンド・ピクチャーズ）
- 恋い慕う 彼に抱かれたい（2012年・レジェンド・ピクチャーズ）
- 社内恋愛 ゆれる女ごころ（2016年・レジェンド・ピクチャーズ/ラインコミュニケーションズ）
- 人妻家庭教師 ひと夏の経験（2016年・レジェンド・ピクチャーズ/ラインコミュニケーションズ）

### メイキングドキュメンタリー
- DOG STAR／ドッグ・スターのすべて（2002年・映画「DOG STAR」メイキング作品・エムスリイエンタテインメント）
- 透光の樹　オリジナルメイキング（2004年/本編ＤＶＤに収録・東宝）
- 菊とギロチン　オリジナルメイキング（2018年/本編ＤＶＤに収録・ポニーキャニオン）

### 監督補
- ラブキルキル（2004年/「映画番長」シリーズ・ユーロスペース）
- ともしび（2004年/「映画番長」シリーズ・ユーロスペース）
- 桃まつりpresents 真夜中の宴「明日のかえり路」（2008年）
- 桃まつりpresents 真夜中の宴「あしたのむこうがわ」（2008年）
- 桃まつり presents kiss!「地蔵ノ辻」（2009年）
- 桃まつり presents すき「帰り道」（2012年）
- メンタリスト響翔II 心からの生還（2012年）